# Pedro Delgado
Pedro Delgado (* 15. dubna 1960), známý také pod přezdívkou Perico, je bývalý španělský profesionální cyklista.
Jedná se o vítěze Tour de France z roku 1988, kromě toho vyhrál také dvakrát závod Vuelta a España. Byl proslulý agresivním stylem jízdy, který dělal z cyklistických závodů divácky zajímavé představení a získal mu mnoho fanoušků po celém světě.
Po ukončení kariéry profesionálního cyklisty pracuje pro španělskoutelevizi jako komentátor cyklistických přenosů.